# صراف قاسم
صرّاف قاسم (بالأذرية: Sərraf Qasım) شاعر وكاتب الأذربيجاني، أستاذ الموسيقى العاشیقیه - ولد في یوم 31 ديسمبر 1939 في نخجوان وتوفي في يوم 9 فبراير 2018 في نخجوان.

## حياته
ولد صرّاف قاسم رُستملي، ابن أيوب، في 31 ديسمبر 1939، في قرية أشاغي قشلق في منطقة شهبوز بجمهورية نخجوان الذاتية جمهورية أذربيجان. درس في كلية تربية الحيوانات في جامعة أذربيجان الزراعية في السنوات 1962-1967، في مدينة كنجه و حصل على دبلوم عالي في مجال تربية الحيوانات.
صرّاف قاسم خلال دراسته في مدينة كنجه، تعلم جيدًا أسرار كتابة الشعر و الموسيقي العاشیقیه من عديد الأساتذ و الشعراء هذه المنطقة. خلال هذه الفترة كان معروفًا بين الشعراء و العاشیقان في مدينة كنجه باسم «صرّاف الكلام» و لهذا السبب، بصفته شاعرا، اختار لنفسه لقب «صرّاف».
صرّاف قاسم بدأ نشاطه كمراسل أدبي في صحيفة "Oguz sesi" في جمهورية نخجوان الذاتية. خلال حقبة الاتحاد السوفيتي، عمل في المنظمات الحكومية المختلفة في مجال الزراعة كأخصائي، خلال استقلال أذربيجان، عمل مدرسًا للموسيقي العاشیقیه و استمر في ذلك حتى تقاعده في 2001. كما ابتكر صرّاف قاسم العديد من الأعمال القيمة في أنواع مختلفة من الشعر الأذربيجاني، و ألّف عدة كتب عن الشعر و القصة.

## وفاته
توفي صرّاف قاسم بنوبة قلبية في 9 فبراير 2018، و دفن في نفس اليوم في مقبرة قرية أشاغي قشلق في منطقة شهبوز بجمهورية نخجوان الذاتية.

## أفلام عن حياته
- فيلم وثائقي عن حياة صرّاف قاسم “Sazın, sözün Sərrafı”
- برنامج التلفاز عن حياة صرّاف قاسم “Sazın, sözün sehrində - Sərraf Qasım”

## وصلات خارجية
- الموقع الإلكتروني «المیراث الأدبی صرّاف قاسم» (بالأذرية)
- قناة يوتيوب «المیراث الأدبی صرّاف قاسم»